# アタシはジュース
『アタシはジュース』は、1996年製作の日本映画。フジテレビ(禁)MOVIESの一作。 原作は延江浩の同名小説。

## キャスト
- 一瀬薫：秋本奈緒美
- 中川静香 ：小沢なつき
- ムスタファ：アベティン・モハンマド・シャムスル
- 一条伸二 ：鶴見辰吾
- 天童：山崎一
- モト冬樹